# Грабовец-Гура
Грабовец-Гура (пол. Grabowiec-Góra) — деревня в Замойском повете Люблинского воеводства Польши. Входит в состав гмины Грабовец. Находится примерно в 23 км к северо-востоку от центра города Замосць. По данным переписи 2011 года, в деревне проживало 529 человек.
В 1975—1998 годах деревня входила в состав Замойского воеводства. Деревня расположена на реке Калиновка. Историческое название деревни — Волуча.

## Население
Демографическая структура по состоянию на 31 марта 2011 года:
|         | Всего | До трудоспособного возраста | Трудоспособного возраста | Старше трудоспособного возраста |
| ------- | ----- | --------------------------- | ------------------------ | ------------------------------- |
| Мужчины | 247   | 41                          | 167                      | 39                              |
| Женщины | 282   | 46                          | 149                      | 87                              |
| Всего   | 529   | 87                          | 316                      | 126                             |